# Układ oddechowy człowieka

Układ oddechowy człowieka

Układ oddechowy człowieka – układ oddechowy u człowieka rozumnego; jednostka anatomiczno-czynnościowa służąca wymianie gazowej – dostarczaniu do organizmu tlenu i wydalaniu zbędnych produktów przemiany materii, którym jest m.in. dwutlenek węgla. Składają się na niego drogi oddechowe i płuca. Niewielki udział w wymianie gazowej ma również skóra.
Układ oddechowy spełnia także inne funkcje, takie jak: nadawanie odpowiedniej temperatury i wilgotności wdychanemu powietrzu, chroni drogi oddechowe przed czynnikami szkodliwymi, które mogą je podrażnić, czy uszkodzić, oraz umożliwia proces wąchania i mówienia. 

## Drogi oddechowe
W ich skład wchodzi jama nosowa (łac. cavum nasi) z zatokami przynosowymi, gardło (pharynx) – z przewodem trąbkowym (tuba auditiva) łączącym je z uchem środkowym (auris media), krtań (larynx), tchawica (trachea), oskrzela (bronchi) – prawe i lewe, które dzielą się na oskrzela płatowe, segmentalne i mniejszej średnicy. Oskrzela z reguły rozgałęziają się na dwa niższego rzędu. Najdrobniejsze oskrzela przechodzą w oskrzeliki (bronchioli). Sieć oskrzeli tworzy rozbudowany system – drzewo oskrzelowe. Końcowa część dróg oddechowych prowadzi do pęcherzyków płucnych (alveoli pulmonales).
Górne drogi oddechowe:
- jama nosowa - składa się z części oddechowej, wysłanej błoną śluzową z nabłonkiem migawkowym mocno unaczynioną i dzięki temu ma zdolność oczyszczania, zwilżania i ogrzewania wdychanego powietrza, oraz z części węchowej na stropie i w górnej części jamy nosowej, która wysłana jest nabłonkiem zawierającym receptory odbierające wrażenia węchowe[1]
- usta
- gardło - jest wspólnym narządem dla układu pokarmowego i oddechowego, gdzie krzyżują się drogi pokarmowa i oddechowa[1]
- krtań - położona jest w przestrzeni środkowej szyna wysokości od 4 kręgu szyjnego (C4) do 7 kręgu szyjnego (C7), prowadzi powietrze do tchawicy i posiada organ do wytwarzania głosu, głośnię[1]

Dolne drogi oddechowe:
- tchawica - rozpoczyna się poniżej dolnego brzegu chrząstki pierścieniowatej na wysokości C7 i kończy się na wysokości 4 kręgu piersiowego rozdwojeniem tchawicy na oskrzele główne prawe i lewe[1]
- oskrzela
- oskrzeliki
- pecherzyki płucne

Ściana oskrzeli składa się z elementów chrzęstnych, sprężystych i mięśni gładkich. Powoduje to możliwość regulacji ich średnicy. Wnętrze oskrzeli wyścielone jest błoną śluzową, której liczne gruczoły śluzowe tworzą warstewkę śluzu. W oskrzelikach nie ma już chrząstek. Pod względem anatomiczno-funkcjonalnym płuca można podzielić na gronka, które łączą się w zraziki, te w segmenty, a te zaś z kolei w płaty. Lewe płuco posiada dwa płaty (górny i dolny) ze względu na obecność serca, a prawe trzy (górny, środkowy i dolny).

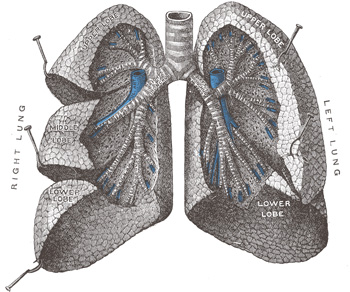
Płuca z częściowym pokazaniem drzewa oskrzelowego

## Płuca
U zdrowego człowieka występują 2 płuca – prawe (pulmo dexter) i lewe (pulmo sinister). Oba położone są w klatce piersiowej i mają kształt stożka z podstawą na przeponie. Są pęcherzykowatymi narządami o płatowatej budowie (lewe ma 2 płaty – ze względu na umiejscowienie serca, prawe 3). Otaczają je dwie warstwy z tkanki łącznej – opłucna ścienna (pleura parietalis) i opłucna płucna (pleura pulmonalis). Pomiędzy nimi występuje jama opłucnej (cavum pleurae). Pomiędzy nimi jest płyn, który zmniejsza tarcie pomiędzy warstwami opłucnej podczas wykonywania ruchów oddechowych oraz umożliwia przyleganie płuca pokrytego opłucną płucną do opłucnej ściennej (która jest zrośnięta z wewnętrzną ścianą klatki piersiowej). W jamie opłucnej panuje podciśnienie. Do każdego z płuc dochodzi odpowiednie rozgałęzienie oskrzeli głównych. Oskrzela główne wchodzą do płuca wraz z tętnicą płucną i żyłą płucną (ona wychodzi z płuca) w miejscu które nosi nazwę wnęka płuca(hilus pulmonis).
Prawidłowa mechanika pracy płuc, która polega na naprzemiennym rozprężaniu i zapadaniu się, zależy w znacznym stopniu od prawidłowego funkcjonowania jam opłucnych, w których znajduje się nieznaczna ilość surowiczego płynu nawilżającego powierzchnię blaszek opłucnych dzięki czemu ułatwia ich wzajemne przesuwanie.

## Ruchy oddechowe
Wentylację płuc zapewniają ruchy ssąco-tłoczące klatki piersiowej. Wdech powodowany jest skurczem mięśni oddechowych: przepony rozpiętej na łuku żeber dolnych oraz mięśni międzyżebrowych zewnętrznych, rozpiętych na żebrach. Rozciągnięcie klatki piersiowej we wszystkich trzech wymiarach prowadzi do zwiększenia objętości płuc i wytworzenia podciśnienia zasysającego powietrze. Wydech jest najczęściej aktem biernym. Rozluźnienie mięśni oddechowych sprawia, że klatka piersiowa i płuca zmniejszają swoją objętość, rozluźniona przepona unosi się ku górze, a niewielkie nadciśnienie wytłacza powietrze z płuc i dróg oddechowych.
Przy wdechu powietrze dostaje się najpierw do jamy nosowej. Tam ulega ogrzaniu, nawilżeniu i, w znacznym stopniu, oczyszczeniu z kurzu, bakterii i innych drobnych zanieczyszczeń. Jest to możliwe dzięki wyścieleniu jamy nosowej silnie unaczynioną błoną śluzową z wielowarstwowym nabłonkiem migawkowym, zawierającym liczne komórki śluzowe. Następnie powietrze przepływa do gardła i krtani. W gardle krzyżują się drogi oddechowe i przewód pokarmowy, dlatego przy przełykaniu dochodzi do zatrzymania oddechu i zamknięcia dróg oddechowych przez nagłośnię. Przez krtań i tchawicę powietrze przechodzi do drzewa oskrzelowego, by dotrzeć w końcu do pęcherzyków płucnych, w których zachodzi właściwa wymiana gazowa.

## Wymiana gazowa
Pęcherzyki płucne, zwykle o kształcie kulistym (czasem wskutek ucisku z zewnątrz półkulistym lub wielościennym), oplecione są gęstą siecią naczyń krwionośnych włosowatych. Zbudowane są z komórek nabłonkowych, które nazywane są pneumocytami. Tzw. bariera włośniczkowo-pęcherzykowa (bariera krew-powietrze) to przylegające do siebie ściany pęcherzyka i naczynia włosowatego. Poprzez tę barierę tlen dyfunduje do opływającej pęcherzyk krwi, a do światła pęcherzyka dostaje się dwutlenek węgla. Łączna liczba pęcherzyków płucnych wynosi ok. 300 do 600 milionów, a powierzchnia oddechowa to ok. 50 do 90 m². Średnica pęcherzyka płucnego wynosi 150–250 µm.

## Zdolność oczyszczania powietrza
Zdolność oczyszczania powietrza przez układ oddechowy rozpoczyna się już nosie, gdzie włoski filtrują duże cząsteczki. Komórki w tchawicy i oskrzelach wytwarzają śluz, który utrzymuje wilgoć dróg oddechowych i pomaga zapobiegać przedostawaniu się kurzu, bakterii i wirusów oraz alergenów do płuc. Małe włosowate wypustki komórek (rzęski) nabłonka migawkowego wzdłuż dróg oddechowych pełnią kluczową rolę w ich oczyszczaniu. Poruszając się w sposób skoordynowany, rzęski te napędzają warstwę śluzu pokrywającego drogi oddechowe, przesuwając zanieczyszczenia w warstwie śluzu w kierunku gardła, skąd mogą być usunięte z organizmu przez odkasłanie. 

## Podział powietrza w drogach oddechowych
- dopełniające – 2500 cm³
- oddechowe – 500 cm³ (w jego obrębie dochodzi do wymiany gazowej podczas normalnego oddychania)
- zapasowe – 1200 cm³
- zalegające – 1200 cm³ (potrzebne do utrzymania kształtu płuc)